# Men of Honor
Men of Honor is een in 2000 verschenen dramafilm die gebaseerd is op het waargebeurde verhaal van Carl Brashear, de eerste Afro-Amerikaanse Master Diver in de Verenigde Staten van Amerika. De film werd geregisseerd door George Tillman Jr..
Robert De Niro werd voor zijn bijrol in Men of Honor genomineerd voor een Golden Satellite Award. Zowel de filmmuziek van Mark Isham als het nummer Win van Brian McKnight individueel werden genomineerd voor een Grammy Award.

## Verhaal
Carl Brashear besluit bij de Amerikaanse marine te gaan. Hier raakt hij onder de indruk van de dapperheid van de duikers. Hij wil ook de opleiding tot duiker volgen, ondanks het feit dat hij hiervoor de juiste vooropleiding mist en er binnen deze tak van de marine nog veel discriminatie bestaat. Hij wordt toegelaten tot de opleiding, maar het wordt hem niet makkelijk gemaakt. Vooral duikinstructeur Master Chief Sunday werkt Brashear tegen, daar hij bevel kreeg van de excentrieke hoofdinstructeur om Brashear niet te laten slagen.

## Rolverdeling
| Acteur           | Personage                                                |
| ---------------- | -------------------------------------------------------- |
| Robert De Niro   | Master Chief/Chief Leslie William 'Billy' Sunday         |
| Cuba Gooding jr. | Boatswain's Mate Second Class/Senior Chief Carl Brashear |
| Charlize Theron  | Gwen Sunday                                              |
| Aunjanue Ellis   | Jo Brashear                                              |
| Hal Holbrook     | Captain 'Mr. Pappy'                                      |
| Michael Rapaport | Gunner's Mate First Class Snowhill                       |
| Powers Boothe    | Captain Pullman                                          |
| David Keith      | Captain Hartigan                                         |
| Holt McCallany   | Machinist's Mate First Class Dylan Rourke                |
| David Conrad     | Lieutenant/Commander/Captain Hanks                       |
| Joshua Leonard   | Petty Officer Second Class Timothy Douglas Isert         |
| Carl Lumbly      | Mac Brashear                                             |
| Lonette McKee    | Ella Brashear                                            |
| Glynn Turman     | Chief Floyd                                              |
| Joshua Feinman   | DuBoyce                                                  |
| Dennis Troutman  | Boots                                                    |
| Dulé Hill        | Red Tail                                                 |

## Filmmuziek
De muziek van de film is gecomponeerd door Mark Isham, en omvat de volgende nummers:
1. Win - Brian McKnight
2. I Wish It Would Rain - Temptations
3. Say When - Marvin Gaye
4. The Navy Diver - Ken Kugler
5. A Son Never Forgets - Ken Kugler
6. Bounce Dive - Ken Kugler
7. Fouled! - Ken Kugler
8. Gwen - Ken Kugler
9. The Breath Holding Contest - Ken Kugler
10. Jo - Ken Kugler
11. Men of Honor - Ken Kugler